# Les Assions
Les Assions ist eine französische Gemeinde mit 768 Einwohnern (Stand 1. Januar 2022) im Département Ardèche und der Region Auvergne-Rhône-Alpes. Ihre Bewohner werden Assionais(es) genannt.

## Geografie
Die Gemeinde liegt im Süden des Départements, am Rande der Felsschluchten des Flusses Chassezac und der Cevennen. Sie ist Teil des Regionalen Naturparks Monts d’Ardèche. Nachbargemeinden sind Les Vans und Lablachère. Die nächstgrößere Stadt ist Aubenas in 28 Kilometern Entfernung Richtung Nordosten. Auch der Fluss Salindres durchquert die Gemeinde.

## Geschichte
Les Assions lag im Mittelalter unter der Herrschaft der Diözese von Viviers, zu der die Gemeinde auch heute noch gehört. Funde römischer Zivilisation, weisen aber schon auf eine Besiedlung des Gebiets in der Antike hin. Im 14. Jahrhundert wurde das Dorf von fünf großen Feuer heimgesucht und fast vollständig zerstört. 

## Bevölkerung
| Jahr                       | 1962 | 1968 | 1975 | 1982 | 1990 | 1999 | 2003 | 2016 |
| -------------------------- | ---- | ---- | ---- | ---- | ---- | ---- | ---- | ---- |
| Einwohner                  | 417  | 456  | 402  | 440  | 448  | 529  | 574  | 724  |
| Quellen: Cassini und INSEE |      |      |      |      |      |      |      |      |

## Sehenswürdigkeiten und Tourismus
Sehenswerte Bauwerke stellen die Kirche mit romanischer Fassade, sowie sie rustikale Kapelle Sainte-Appolonie aus dem Jahre 1871 dar, von der aus man einen Blick über die gesamte Gemeinde hat. Erbaut wurde sie von den jungen Männern des Dorfes, als diese von den Napoleonischen Kriegen heimgekehrt waren. Die Schluchten und verzweigten Wasserläufe der beiden Flüsse Chassezac und Salindres sind vor allem Ziel vieler Wassersportler der Umgebung.
Bekannt ist der Ort vor allem für die Ruinen des zerstörten Dorfes Cornillon, dass auch heute noch unberührt von Aufbauarbeiten ist und eine schöne Aussicht von seinem Felsvorsprung auf Les Assions beinhaltet. Unweit davon befinden sich Überreste antiker Hütten aus Sandstein, die entweder mit Bögen und Erker oder Gebälk mit Fensterstürzen aus Wacholderholz gefertigt sind.